# Hunter (televíziós sorozat)
A Hunter a NBC 1984-ben bemutatott amerikai krimisorozata. Főszereplője Rick Hunter (alakítója Fred Dryer) és Dee Dee McCall (alakítója Stepfanie Kramer) Los Angelesi nyomozók. Magyarországon nem mutatták be.

## Szereplők és stábtagok

### Eredeti sorozat
- Fred Dryer ... Det. őrmester Richard "Rick" Hunter
- Stepfanie Kramer ... Det. őrmester Dee Dee McCall (1984-1990)
- Darlanne Fluegel ... Ki. Joanne Molenski (1990-1991)
- Lauren Lane ... Sgt. Chris Novak (1991)
- Michael Cavanaugh ... százados Lester D. Cain ( "Pilot" Only)
- Arthur Rosenberg ... százados Lester D. Cain / Commander Lester D. Cain (1984/1987)
- John Amos ... százados Dolan (1984-1985)
- Bruce Davison ... százados Wyler / Dep. Chief Wyler (1985-1986 / 1987)
- Charles Hallahan ... százados Charles "Charlie" Devane (1986-1991)
- John Shearin ... Lt. Ambrose Finn (1985-1988)
- James Whitmore, Jr. ... Sgt. Bernie Terwilliger (1984-1986)
- Garrett Morris ... Arnold "sportos" James (1986-1989)
- Richard Beauchamp ... Carlos (Asst. M.) (1985-1987)
- Perry Cook ... Barney Udall (halottkém) (1986-1990)
- Stanley Kamel ... Korm ügynök Brad Wilkes (alkalmi) (1987-1988)
- Paul Mantee ... Commander Tom Clayton (alkalmi) (1989-1991)
- Courtney Barilla ... Allison Novak (1991)